# Наращивание ногтей
Наращивание/моделирование ногтей — процесс искусственного увеличения длины ногтя

## История
Исторически моделирование ногтей выполнялось еще в средневековом Китае с использованием натурального шелка и лака. Позднее сходная технология в 19 веке проникла в Европу, где получила умеренное распространение.
Современная техника наращивания ногтей с использованием акрила была случайно изобретена в 1954 году американским дантистом Фредом Слэком (Fred Slack) при попытке «починить» сломавшийся ноготь с помощью зубного акрила.
Поначалу в состав акрила входил метилметакрилат, из-за чего искусственные ногти были очень толстыми, хрупкими, не могли принимать форму. Также оказалось, что метилметакрилат наносил существенный вред натуральному ногтю — уровень его токсичности был признан неприемлемым для применения в процедуре наращивания ногтей и опасным для здоровья как мастера, так и клиента. В 1974 году использование метилметакрилата при производстве материалов для наращивания ногтей было запрещено и вместо него стал использоваться менее опасный этилметакрилат, наносящий значительно меньше вреда как натуральной ногтевой пластине клиента, так и здоровью постоянно контактирующего с материалом мастера.

## Технологии
В настоящее время различают четыре основных типа технологии наращивания:
1. Акриловая (акриловые системы для наращивания ногтей). К плюсам данного вида наращивания ногтей относится то, что ногти становятся упругими и прочными, и поэтому акриловые ногти, как правило, тоньше и гибче гелевых.
2. Гелевая (гелевые системы для наращивания ногтей). Гелевые ногти в отличие от акриловых имеют не матовый, а глянцевый блеск.
3. Клей-пудра.
4. Тканевая технология (шёлк, стекловолокно). Применяется для укрепления натуральной ногтевой пластины или ремонта гелевых/акриловых ногтей.
5. Комбинирование акрила и геля (акригель, комбигель). Цель этого комбинирования — придание большей прочности искусственным ногтям.

В основе каждой из технологий лежит реакция полимеризации. При использовании той или иной технологии получается различная прочность и долговечность ногтей. Например, ногти из шёлка и клей-пудры будут иметь наименьшую прочность — такие ногти будут держаться только 1-2 недели. Ногти, выполненные по акриловой или гелевой технологии, будут держаться в 2-3 раза дольше, от коррекции до коррекции. Коррекцию необходимо делать каждые 2,5-3 недели, в зависимости от типа ногтей и скорости их роста. Максимальное количество коррекций в среднем — 10, однако в среднем нарощенные ногти полностью обновляют после 3-4 коррекции. Именно поэтому они получили наиболее широкое распространение.
Каждый из материалов имеет различный процент усадки (определяется лабораторным путём): от 3 % до 12 % — наилучший процент усадки, от 12 % до 20 % — допустимый процент. С материалом, процент усадки которого больше 20 %, работать нельзя — искусственный ноготь постепенно будет поднимать натуральный ноготь, может произойти отрыв натурального ногтя от ногтевого ложа. Шёлк и клей-пудра имеют процент усадки 5 %, гель — до 15 %.

## Процедура наращивания
В настоящее время применяется три вида наращивания ногтей:
1. Наращивание на типсах. Наращивание ногтей проводится при помощи типсов (пластиковые «удлинители», приклеивающиеся при помощи специального клея к натуральному ногтю). После приклеивания типса, запиливания длины и формы типса натуральная ногтевая пластина вместе с типсом перекрывается любым выбранным материалом, затем, после полимеризации, искусственный ноготь подпиливается, шлифуется и полируется.
2. Наращивание на нижних формах. Моделирование ногтей производится на специальных шаблонах — формах, они бывают пластиковые или бумажные. После предварительной подготовки ногтя под свободный край натурального ногтя или встык подставляется шаблон, на которой и выкладывается будущий ноготь нужной длины и формы, после полимеризации шаблон убирается и ноготь запиливается и шлифуется. На форму можно выкладывать также тонкую подложку из акрила или геля, после чего ноготь можно моделировать как на типсах.
3. Наращивание на верхних формах. Выкладка материала производится в специально разработанные силиконовые формочки, внутренний край которых повторяет очертания будущего искусственного ногтя. На подготовленную к наращиванию ногтевую пластину прикладывается верхняя форма с материалом внутри (материалом к ногтевой пластине), после чего в течение 30 секунд форма придерживается на ногте. Затем мастер отпускает форму, и она остается в таком положении до полной полимеризации акрила (3-4 минуты). При гелевом наращивании верхняя форма с материалом удерживается на пальце клиента под УФ лампой до достижения полной полимеризации (2-3 минуты). После этого верхняя форма снимается. Придается форма свободному краю. Опиливание искусственного ногтя не требуется, поверхность созданного ногтя получается гладкой и ровной благодаря верхней форме. Верхние формы могут применяться при акриловом и гелевом наращивании, а также при укреплении ногтей.

## Предварительная подготовка
Предварительно нужно вымыть руки, потому что любая пыль или грязь могут нарушить весь процесс. Нельзя дотрагиваться пальцами до ногтевых пластин во избежание отложения на них пота, что повлечет за собой неравномерное впитывание и, как результат, непрочное закрепление материала на ногтевой пластине. Следующий шаг — это стрижка, опиловка и обработка ногтевой пластины, чтобы придать ее поверхности шершавость для усиления эффекта сцепления с материалом. Затем следует определить размер ногтя, а также его форму — короткую, длинную, квадратную, заостренную, овальную и т. п.
При использовании гелевой или акригелевой системы наращивания требуется предварительная подготовка ногтевой пластины с помощью специальных препаратов. С помощью пилки для натуральных ногтей (от 180 грт.) снимается верхний глянцевый слой ногтя, после чего специальным обезжиривателем убираются частички пыли, жира и пота. Затем ногтевая пластина обрабатывается дегидратором и праймером (кислотным или бескислотным). После того как праймер высохнет втирающими движениями наносится тонкий слой базового покрытия, преимущественно эластичного и высушивается в UV/LED лампе.

## Снятие искусственных ногтей
Искусственные ногти могут быть сняты в домашних условиях или профессионалами в салонах красоты. Снятие ногтей в домашних условиях предполагает использование ацетона и т. п. спецжидкостей, однако данный способ не рекомендуется, так как ацетон негативно влияет на кожу и натуральный ноготь, а также не растворяет большинство гель-лаков. После удаления искусственного покрытия натуральный ноготь под ней остается тонким и мягким, так как кератин ногтевой пластины длительное время оставался без контакта с воздухом. Сверх того, в процессе наращивания натуральный ноготь находился в состоянии легкого возбуждения, что может истончить и без того тонкие ногти. После удаления искусственного покрытия посредством спиливания ногтевая пластина в течение нескольких месяцев особенно восприимчива к посеву бактерий. Полностью после снятия ногтевая пластина восстанавливается в течение 5-6 месяцев.

## Преимущества
Преимущества искусственных ногтей: они прочны, ровны, защищают натуральную ногтевую пластину от воздействия вредных внешних факторов, также искусственные ногти являются базой для нейл-арта: их можно покрыть лаком, сделать на них роспись, украсить по своему усмотрению. Также они помогают людям с вредным привычками, так как ограничивают доступ к натуральному ногтю.

## Недостатки
К недостаткам наращенных ногтей можно отнести необходимость регулярной коррекции. Это связано с тем, что живой ноготь под наращенной пластиной продолжает расти, причём не всегда равномерно на всех участках.
Материалы для наращивания ногтей с высоким коэффициентом усадки (свыше 12 %) могут приводить со временем к отрыву живой пластинки ногтя от ложа.
У некоторых людей материалы для акрилового наращивания ногтей могут вызывать аллергию.
Во время беременности или во время прохождения курса лечения гормональными препаратами натуральные ногти могут отторгать искусственный материал. Также при этом может изменяться скорость роста разных участков живого ногтя.

## Влияние на здоровье

### Ожидаемые выгоды
Искусственные ногти помогают скрыть сломанные, поврежденные, короткие ногти или внешний вид ногтей, считающийся «нежелательным». Это также помогает при обкусывании ногтей, защищает ломкие ногтевые пластины. Также они могут использоваться, если люди не могут отрастить натуральные ногти до желаемой ими длины или достичь желаемой прочности. 

### Риски для здоровья
Если искусственные ногти хорошо подогнаны, то они, как правило, не доставляют проблем. Однако при долгой носке и плохой подгонке они могут повредить ложе ногтевой пластины и затруднить рост натурального ногтя. Наиболее общая проблема, связанная с искусственными ногтями, состоит в бактериальном заражении, которое может развиться в промежутке между натуральным и искусственным ногтем.
Когда искусственный ноготь прилегает к ногтевой пластине, удары, которые принимает искусственное покрытие, могут вызвать отделение натурального ногтя от ложа, что может обеспечить проникновение в эту область бактерий и грибка и вызвать воспаление. В таком случае зараженные ногти служат источниками инфекции для окружающих с недостаточным иммунитетом, например, грудных детей. Эпидемиологические исследования, проведенные в конце 1990-х гг. в Оклахоме, США, установили, что в период с января 1997 по март 1998 гг. 17 детских смертей произошло в результате заражения от искусственных ногтей. Инфекция может быть занесена и в самом салоне красоты, где пренебрегают необходимыми мерами дезинфекции.
Акриловые материалы являются легковоспламеняющимися, поэтому следует избегать их соприкосновения с нагревающимися металлическими частями плоек, распрямителей волос и т. п., а также от нагревающихся поверхностей электроплит и открытого огня во время приготовления пищи во избежание возможного ущерба при воспламенении.
Определенный ущерб можно получить в салонах красоты от вдыхания паров химических веществ, входящих в состав акриловых ногтей, включая метил метакрилат, что может вызвать контактные дерматиты, астму, аллергию глаз и носа. Работники салонов красоты подвергают лицо воздействию других химикатов, таких как толиулен, дибутилфталат и формальдегид.
Для сотрудников салонов красоты постоянное ношение масок, защищающих дыхательные пути от паров химических веществ, может показаться утомительным, однако их постоянное вдыхание может вызвать сонливость, легкое головокружение и тремор рук.
Также существует вероятность получения химических ожогов ногтей от некачественного материала.